# Вернер, Алексей Леонидович
Алексей Леонидович Вернер (род. 7 августа 1934 года, Ленинград) — советский и российский учёный в области математики, доктор физико-математических наук (1969), профессор (1971), педагог, автор школьных учебников геометрии, заслуженный деятель науки Российской Федерации (1995), почётный профессор Российского государственного педагогического университета им. А. И. Герцена (2001), почётный доктор Новгородского Государственного Университета им. Ярослава Мудрого (2004).

## Биография
Родился 7 августа (по документам 8 августа) 1934 года в Ленинграде, пережил блокаду. В школьные годы активно участвовал в работе математического кружка Ленинградского Дворца пионеров, где его руководителями были Елена Наумовна Сокирянская и Илья Яковлевич Бакельман. Три года подряд (1950-1952) побеждал на городских олимпиадах по математике. Тогда это был самый высокий результат, Всесоюзных Олимпиад ещё не существовало. В 1952 году закончил 51-ю школу города Ленинграда с золотой медалью. В 1952-1956 был студентом, а в 1956-1959 — аспирантом физико-математического факультета ЛГПИ им. А. И. Герцена (научный руководитель И. Я. Бакельман). С 1960 по 1963 год работал ассистентом кафедры геометрии матмеха ЛГУ. В 1961 году защитил кандидатскую диссертацию.  В 1963 году вернулся на факультет математики  ЛГПИ им. А. И. Герцена, где в 1969 году защитил докторскую диссертацию. С 1969 года — профессор, в 1975-2001  — заведующий кафедрой геометрии, в 1991-1994 — декан факультета математики, с 2001 года — почётный профессор РГПУ им. А. И. Герцена.

## Научно-педагогическая деятельность
Первые два года обучения на физмате ЛГПИ им. А. И. Герцена занимался в кружке профессора А. Г. Пинскера по тематике полуупорядоченных пространств Канторовича. Выиграл Всесоюзный конкурс студенческих научных работ с работой «О расширении структур». В 1954 году И. Я. Бакельман привёл А. Л. Вернера в знаменитый Ленинградский Геометрический семинар академика А. Д. Александрова, который успешно работает и по сей день. Под научным руководством И. Я. Бакельмана А. Л. Вернер написал кандидатскую диссертацию «Некоторые вопросы теории выпуклых поверхностей в пространствах постоянной кривизны», которую успешно защитил в ЛГУ весной 1961 года (оппоненты А. В. Погорелов и В. А. Залгаллер).
На матмехе ЛГУ А.Л. работал с 1960-го по 1963 год (по приглашению ректора А. Д. Александрова), а в 1963-м году он вернулся в ЛГПИ. В 1965-м году в ЛГПИ возродилась кафедра геометрии, которой стал заведовать И. Я. Бакельман, а А. Л. Вернер был её доцентом. В эти годы научные интересы А. Л. Вернера переместились от выпуклых поверхностей в сторону седловых поверхностей, и он в феврале 1969 года защитил докторскую диссертацию «Исследования по внешней геометрии полных седловых поверхностей» (оппоненты Ю.Ф.Борисов, В.А.Залгаллер, Э.Г.Позняк). В июле 1969 года стал профессором кафедры геометрии ЛГПИ (РГПУ) им. А.И.Герцена.
В.СССР было более двухсот пединститутов, около ста из них - в РСФСР. В каждом из них читалось пять различных курсов геометрии (аналитическая, дифференциальная, проективная, элементарная и основания геометрии). Потребность в кадрах геометров была огромной, и на кафедры ведущих пединститутов СССР ложилась задача подготовки этих кадров. А. Л. Вернер принимал активнейшее участие в решении этой задачи. Среди его учеников из Дагестана защитились Ф. С. Насрулаев (1969), М. А. Гаджимурадов (1975), Х. М. Магомедов (1985), а с Дальнего Востока – В. А. Кузнецов (1977), В. С. Ким (1978), Б. Р. Мисиков (1984), В. В. Мендель (1993). Всего же А. Л. Вернером подготовлено 30 кандидатов наук (25 кандидатов физико-математических и 5 кандидатов педагогических наук). Из них двое стали докторами наук: А. Артыкбаев - физико-математических, Б. Р. Мисиков – педагогических наук.
С 1979 года по приглашению академика А. Д. Александрова работает над созданием школьных учебников геометрии. В соавторстве с А. Д. Александровым и В. И. Рыжиком был написан и издан полный курс геометрии как для общеобразовательных школ, так и для школ с углублённым изучением математики. В дальнейшем работа над новыми учебниками продолжалась в сотрудничестве с Т. Г. Ходот и А. П. Карпом.
С 2014 года в сотрудничестве с М. Н. Васильевой, О. Г. Голоковой  и Л. А. Антиповой активно занимается невыпуклыми многогранниками.

## Семья
В 1956 году женился на студентке физико-математического факультета ЛГПИ им. А. И. Герцена Нине Николаевне Перепеч. В семье родилось двое детей: Ольга (1956 г. р.) и Дмитрий (1959 г. р.)
Прадед — генерал-майор Иван (Иоганн-Фридрих) Иванович Вернер, герой русско-турецкой войны 1877—1878 годов.

## Книги
А. Л. Вернер является автором более 70 книг. В их числе:
- И. Я. Бакельман, А. Л. Вернер, Б. Е. Кантор. Элементы гомотопической топологии. — Л.: изд. ЛГПИ, 1972. — 158 с.
- И. Я. Бакельман, А. Л. Вернер, Б. Е. Кантор. Введение в дифференциальную геометрию в целом / Учебное пособие для вузов. — М.: Наука, 1973. — 440 с.
- А. Л. Вернер. Вводные лекции по математике. — Л.: изд. ЛГПИ, 1975. — 36 с.
- А. Л. Вернер. Аффинная и евклидова геометрии / Вып.1. Геометрия векторных пространств. 1976, 80 с. — Вып.2. Аффинные и евклидовы пространства. 1977, 80 с.. — Л.: изд. ЛГПИ.
- А. Л. Вернер, С. А. Франгулов, С.А.Юзвинский. Аксиоматическое построение геометрии (по Колмогорову). — Л.: изд. ЛГПИ, 1978. — 48 с.
- А. Л. Вернер, Б. Е. Кантор. Элементы топологии. — Л.: изд. ЛГПИ, 1980. — 68 с.
- А. Л. Вернер, Б. Е. Кантор. Элементы топологии и дифференциальной геометрии. — М.: Просвещение, 1984. — 112 с.
- А. Л. Вернер, Б. Е. Кантор, С. А. Франгулов. Геометрия. Учебник для педвузов / часть 1 — 352 с., часть 2 — 317 с.. — СПб.: Спецлит, 1997.
- А. Л. Вернер. Учебники геометрии в школах России. — СПб.: изд. РГПУ, 2017. — 191 с.
- А. Л. Вернер, М. Н. Васильева, О. Г. Голокова. Геометрия правильных звёздчатых многогранников. — СПб.: изд. РГПУ, 2018. — 100 с.
- А. Л. Вернер, Л. А. Антипова. Строение невыпуклых однородных многогранников с выпуклыми гранями / Учебное пособие. — СПб.: изд. РГПУ, 2021. — 62 с.
- А. Д. Александров, А. Л. Вернер, В. И. Рыжик. Геометрия 7, 8, 9, 10, 11 / Базовый уровень. — М.: Просвещение. — (всего с 1981 года издано 32 книги).
- А. Д. Александров, А. Л. Вернер, В. И. Рыжик. Геометрия 7, 8, 9, 10, 11 / Углублённый уровень. — М.: Просвещение. — (всего с 1984 года издано 26 книг).
- А. Л. Вернер, Т. Г. Ходот. Стереометрия 7, 8, 9. — М.: Просвещение. — (всего с 2006 года издано 4 книги).
- А. Л. Вернер, А. П. Карп. Математика 10, 11 / Учебники. Базовый уровень. — М.: Просвещение. — (всего с 2019 года издано 7 книг).

## Избранные статьи
1. Вернер А. Л. О внешней кривизне выпуклых поверхностей в пространствах постоянной кривизны. // Известия ВУЗов, «Математика». — 1960. — Т. 1. — Вып. 14. — С. 58—68.
2. Вернер А. Л. Существование и единственность бесконечной полной выпуклой поверхности с данной внешней кривизной в пространстве Лобачевского. // Сибирский Математический Журнал. — 1961. — Т. 2. — Вып. 1. — С. 20—35.
3. Вернер А. Л. Полугеодезическая координатная сеть на трубках неположительной кривизны. // Труды МИАН им. В. А. Стеклова. — 1965. — Т. 76. — С. 130—140.
4. Вернер А. Л. Об одной формуле для интегральной геодезической кривизны замкнутой поверхностной полосы. // Успехи математических наук. — 1965. — Т. 20. — Вып. 5. — С. 193—197.
5. Вернер А. Л. О внешней геометрии простейших поверхностей неположительной кривизны. I. // Математический сборник. — 1967. — Т. 74(116). — Вып. 2. — С. 218—240.
6. Вернер А. Л. О внешней геометрии простейших поверхностй неположительной кривизны. II. // Математический сборник. — 1968. — Т. 75(117). — Вып. 1. — С. 112—139.
7. Вернер А. Л. О строении некоторых полных поверхностей неположительной кривизны. // Доклады Академии наук/Доклады Академии наук СССР. — 1968. — Т. 180. — Вып. 2. — С. 269—272.
8. Вернер А. Л. К теореме Кон-Фоссена об интегральной кривизне полных поверхностей. // Сибирский Математический Журнал. — 1968. — Т. 9. — Вып. 1. — С. 199—203.
9. Вернер А. Л. Сужающиеся седловые поверхности. // Сибирский Математический Журнал. — 1970. — Т. 11. — Вып. 4. — С. 750—769.
10. Вернер А. Л. Регулярность орициклов и гладкость полугеодезической сети на регулярном седловом роге. // Украинский геометрический сборник. — 1970. — Вып. 8. — С. 16—26.
11. Вернер А. Л. Полные гармонические поверхности со взаимно однозначным сферическим отображением. // Украинский геометрический сборник. — 1970. — Вып. 8. — С. 27—31.
12. Вернер А. Л. Условия конечносвязности полных незамкнутых поверхностей. // Ученые записки ЛГПИ им. А. И. Герцена. — 1970. — Т. 395. — С. 100—131.
13. Вернер А. Л. Конечность множества точек ветвления сферического отображения сужающейся седловой поверхности. // Математические заметки. — 1972. — Т. 12. — Вып. 3. — С. 281—286.
14. Вернер А. Л. Работа А. Д. Александрова над учебниками геометрии. // Сборник «Академик Александр Данилович Александров». — 2002. — М., «Наука». — С. 162—174.
15. Вернер А. Л. Уроки Александрова. // Математика в школе. — 2002. — № 7 — С.21—30.
16. Вернер А. Л. Равенство фигур и их пстроение в начале систематического курса геометрии. // Математика в школе. — 2009. — № 2 — С.66—73.